# Senouillac

Senouillac este o comună în departamentul Tarn din sudul Franței. În 2009 avea o populație de 1.047 de locuitori.

## Evoluția populației
| An        | 1975 | 1982 | 1990 | 1999 | 2006 | 2009  |
| --------- | ---- | ---- | ---- | ---- | ---- | ----- |
| Populație | 687  | 788  | 879  | 835  | 977  | 1.047 |